# Baumia angolensis
Baumia angolensis är en snyltrotsväxtart som beskrevs av Adolf Engler och Gilg. Baumia angolensis ingår i släktet Baumia och familjen snyltrotsväxter. Inga underarter finns listade i Catalogue of Life.